# سن کستانزو
سن کستانزو (به ایتالیایی: San Costanzo) یک کومونه در ایتالیا است که در استان پزارو و اوربینو واقع شده‌است. سن کستانزو ۴۰٫۷ کیلومتر مربع مساحت و ۴٬۳۳۹ نفر جمعیت دارد.

## خواهرخوانده
شهر وایزنباخ خواهرخواندهٔ سن کستانزو هست.